# Leis (diálogo)
Leis (grego: Νόμοι, Nómoi; latim: De Legibus) é um diálogo platônico que ocupa-se com uma vasta gama de assuntos. A discussão das Leis, a fim de compreender a conduta do cidadão e da promulgação de leis, perpassa por elementos da psicologia, gnosiologia, ética, política, ontologia e mesmo astronomia e matemática. É o último diálogo de Platão e também o mais extenso.

## Questões relativas à Obra
As Leis é um diálogo inacabado e não conta com a presença de Sócrates como personagem. O contraste com o diálogo A República é destacado pelos comentadores. Enquanto em A República a base do Estado é a educação perfeita, sendo praticamente supérflua a legislação, nas Leis a legislação é a base. Em A República o governante-filósofo, por suas próprias virtudes, infunde legitimidade à legislação, ao passo que nas Leis o legislador se coloca entre os deuses e os homens, necessitando do consentimento dos governados, da comunidade, do povo, para legitimar a legislação. N'A República ocupavam o lugar central a teoria das ideias e a ideia do bem, já nas Leis a ideia do bem somente é mencionada ao final, como conteúdo educacional para o governante.
Nas Leis Platão destaca o papel do legislador, que deve ser "um verdadeiro educador dos cidadãos" e sua missão principal não consiste em castigar transgressões cometidas, mas em prevenir que se cometam tais transgressões. Platão reconhece, portanto, que tanto em Atenas, como na maioria das cidades-estado gregas, não havia uma regulação legislativa dos problemas da educação pública (Leis, 788c).
O personagem principal do diálogo não tem nome, chama-se "O Ateniense" e seus interlocutores são "Clínias de Creta" e "Megilo de Lacedemônia (Esparta)".

## Citação
O diálogo se inicia com a seguinte pergunta de um dos personagens:
| “ | O ateniense: A quem atribuis, estrangeiro, a autoria de vossas disposições legais? A um deus ou a algum homem? Clínias: A um deus, estrangeiro, com toda a certeza a um deus. Nós cretenses chamamos de Zeus o nosso legislador, enquanto na Lacedemônia (ou Esparta), onde nosso amigo aqui tem seu domicílio, afirmam — acredito — ser Apolo o deles. Não é assim, Megilo? Megilo: Sim. | ” |